# Detlev Steinberg
Detlev Steinberg (* 7. Juli 1944 in Breslau; † 29. Mai 2020 in Berlin-Steglitz-Zehlendorf) war ein deutscher Fotograf und Bildreporter.

## Leben
Detlev Steinberg wurde 1944 in Breslau als Sohn des Schriftstellers Werner Steinberg geboren. Seine Mutter war Gerda Ruth Steinberg (geborene Hoffmann). Seine Eltern leistete beide Widerstand gegen das NS-Regime und wurden für diesen zeitweise inhaftiert. Sein älterer Bruder Uwe Steinberg war ebenfalls  Fotograf.
Steinberg machte von 1963 bis 1964 eine Ausbildung zum Offsetdrucker in Leipzig und absolvierte anschließend ein Fernstudium an der Fachschule des Verbandes der Journalisten. 1978 begann er ein Fernstudium der Fotografik an der Hochschule für Grafik und Buchkunst Leipzig (HGB).
Von 1964 bis 1976 arbeitete er als Bildreporter bei der Nachrichtenagentur der DDR, Allgemeiner Deutscher Nachrichtendienst (ADN). Von 1976 bis 1990 war Steinberg für die Freie Welt als Bildreporter in Osteuropa und Südamerika tätig. In dieser Zeit, von 1977 bis 1982, war er Korrespondent in Moskau.

Detlev Steinberg war Mitglied der 1969 gegründeten Gruppe Jugendfoto Berlin, über die er sagte:
„Wir haben immer wieder Dinge fotografiert, für die ein gesellschaftliches Interesse bestehen müsste, stellten aber oft das Gegenteil fest. Wir haben die Bilder trotzdem gemacht, um das wahre Leben zu reflektieren – wir haben die Menschen differenziert abgelichtet, jenseits der Jubelparaden.“
Nach 1990 dokumentierte Steinberg vermehrt das Thema Radioaktivität in der ehemaligen Sowjetunion; kurz nach der Reaktorkatastrophe war er nach Tschernobyl gereist.
Detlev Steinberg ist insbesondere bekannt für seine Fotos des Abzugs der sowjetischen Truppen aus Wünsdorf und Berlin zwischen 1992 und 1994, wenige Jahre nach der Wiedervereinigung.
1995 reiste er illegal nach Tschetschenien, um fotografisch den Alltag im dortigen Krieg zu dokumentieren. Bilder dieser Reise wurden 2015 in Greifswald gezeigt.

## Ausstellungen
- 2014: Lebe wohl Deutschland, Fotoausstellung der Landeszentrale für politische Bildung Brandenburg zum 20. Jahrestag des Abzugs der sowjetischen Truppen
- 2015: Zehn Tage Tschetschenien, Koeppenhaus, Greifswald
- 2017: Der Abzug. Die letzten Jahre der russischen Truppen in Deutschland. Eine fotografische Dokumentation von Detlev Steinberg. Deutsch Russisches Museum Berlin-Karlshorst

## Publikationen
- Bärbel Steinberg: Unser Kind wird geboren. Fotografien von Detlev Steinberg. Verlag für die Frau, Leipzig 1986.
- Gisela Reller: Von der Wolga bis zum Pazifik: Tradition und Umgestaltung; bei Tuwinern, Kalmyken, Niwchen und Oroken. Fotos: Detlev Steinberg. Zeichnungen und Karten: Karl-Heinz Döring. Verlag der Nation, Berlin 1990, ISBN 3-373-00308-3.
- Der sechste Teil der Erde. Bilder aus der Sowjetunion. Detlev Steinberg (Bild), Uwe Kant (Text). Berlin 1991.
- Gerhard Kaiser (unter Mitarb. von Bernd Herrmann und mit Fotografien von Christian Thiel und Detlev Steinberg): Vom Sperrgebiet zur Waldstadt: die Geschichte der geheimen Kommandozentralen in Wünsdorf und Umgebung. 4., aktualisierte und erw. Aufl. Berlin 2007, ISBN 978-3-86153-434-1.Online bei Google Books
- Stefan Wolle: Aufbruch nach Utopia: Alltag und Herrschaft in der DDR 1961–1971. Mit Fotografien von Detlev und Uwe Steinberg. 2011, ISBN 978-3-86153-619-2.
- Andreas Franke, Detlev Steinberg: Wünsdorf. Eine russische Stadt in der DDR. 20 Jahre nach dem Abzug der Sowjetarmee. Mitteldeutscher Verlag, Halle (Saale) 2014, ISBN 978-3-95462-245-0. (Bildband mit einem Nachwort von Helmut Domke; deutsch/russisch)
- Museum Berlin-Karlshorst: Der Abzug. Die letzten Jahre der russischen Truppen in Deutschland. Eine fotografische Dokumentation von Detlev Steinberg. Ch. Links, Berlin 2016, ISBN 978-3-86153-814-1.